# Parc national de Timanfaya
Ne doit pas être confondu avec Parc naturel de Los Volcanes.
Le parc national de Timanfaya situé sur l'île de Lanzarote dans l'archipel des îles Canaries (Espagne) est un parc national d'Espagne. Créé en 1974, il est ainsi le huitième parc national d'Espagne. 
En son sein se trouve le monument naturel Montañas del Fuego qui regroupe entre autres plusieurs cônes volcaniques.

## Géographie

### Géologie et relief
L'île de Lanzarote a une superficie d'environ 845 km2 et est recouverte aux trois quarts avec de la lave produite par plus de trois cents cratères appartenant à cent volcans. Les éruptions majeures ont eu lieu pendant une durée de six ans du 1er septembre 1730 au 16 avril 1736 et ont recouvert environ 167 km2 de Lanzarote. Au regard de la quantité de lave rejetée et de la durée de ces éruptions, celles-ci figurent parmi les éruptions les plus importantes de l'histoire du volcanisme. En parallèle, les éruptions à terre furent accompagnées de nombreux séismes sous-marins comme récemment pour El Hierro.

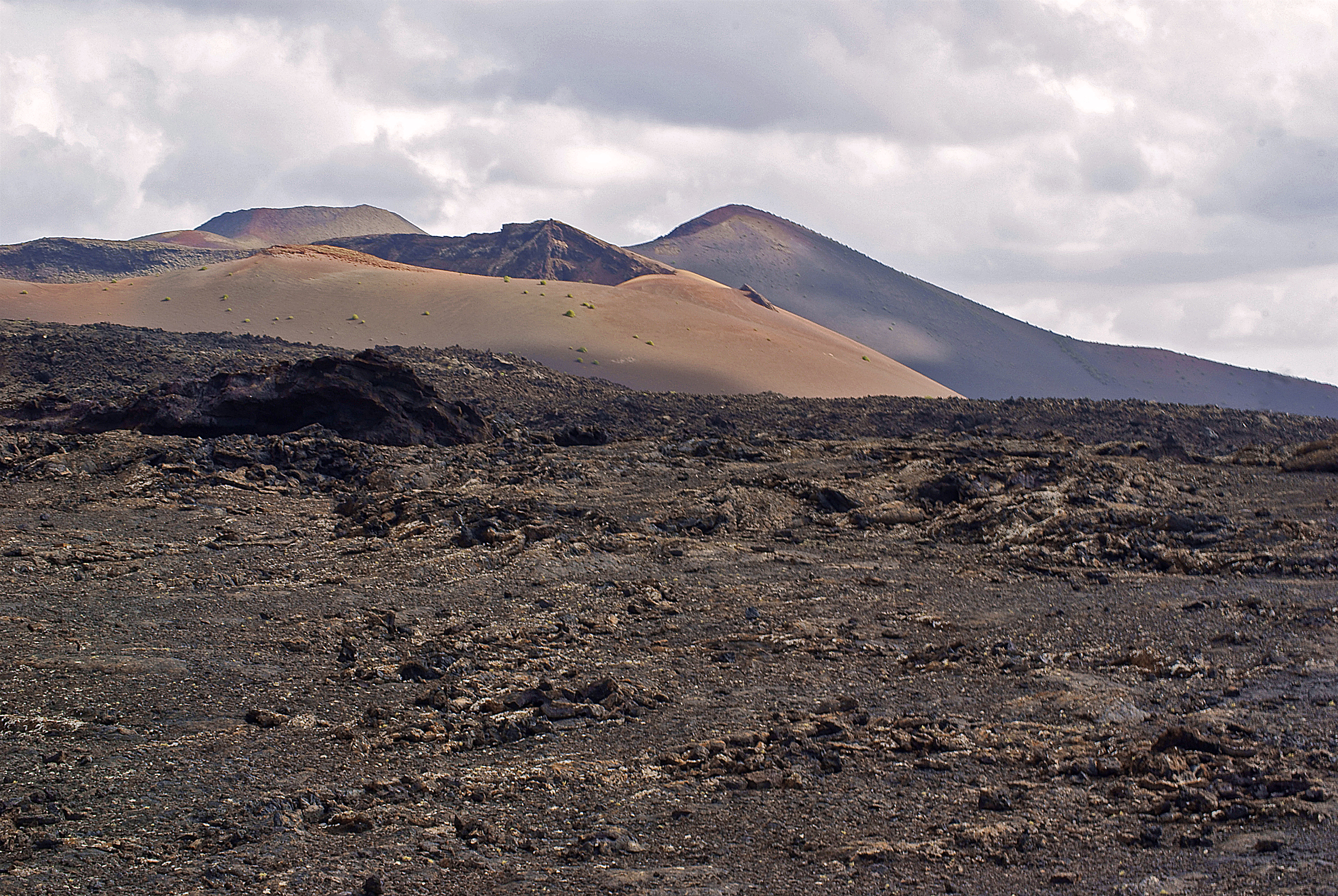
Timanfaya
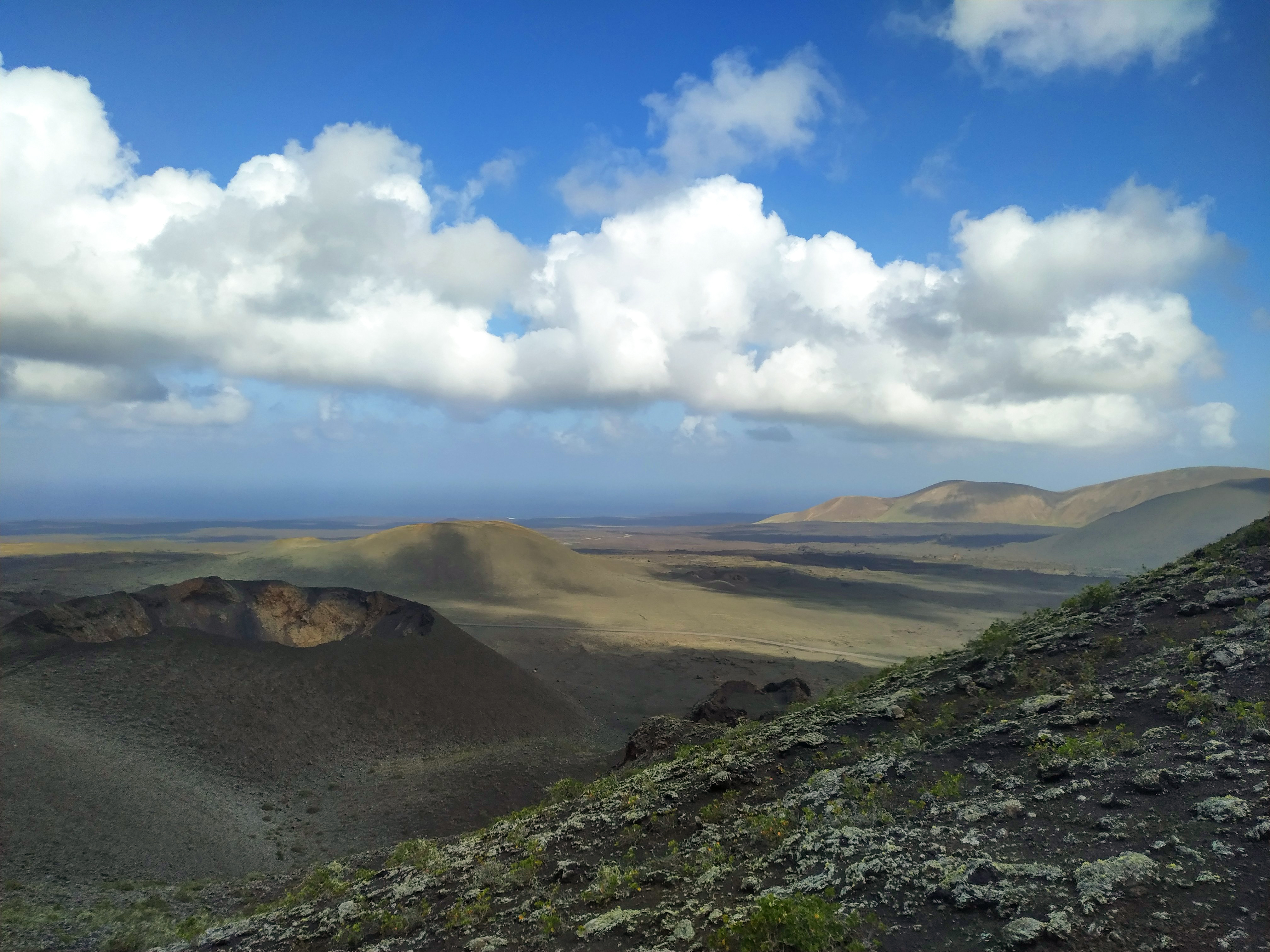
Timanfaya

Le parc national de Timanfaya est situé dans le sud-ouest de l'île sur une superficie de 51,07 km2. Il s'étend de la limite de la commune de Yaiza jusqu'à la Montaña Timanfaya. Délimité par la côte de l'océan Atlantique à l'ouest, il est entouré sur ses autres côtés par le parc naturel de Los Volcanes. Cet endroit a vu la naissance de trente-deux cônes volcaniques. Avant les éruptions volcaniques, cette immense étendue recouverte aujourd'hui par une plaine de lave figurait parmi les terres les plus fertiles de Lanzarote. Après la catastrophe, ces terres furent recouvertes par 8 millions de mètres cubes de lave et 420 maisons furent ensevelies. Les villages détruits étaient Timanfaya, Los Rodeos, Mancha Blanca, Santa Catalina, Mazo, Jarretas, Tingafa, Peña Palomas, Testeina, La Geria, Macintafe, Mozaga, Guagaro, Masdache et Iguadén ainsi que les terres agricoles de Maretas et Chupaderos.
Les volcans qui composent le parc national de Timanfaya sont du type hawaïen. Ceux-ci forment de grandes colonnes de cendre lors de l'éruption et leurs composants, les lapillis, poussés par le vent, ont recouvert de vastes étendues et les pentes de cratères plus anciens. Cette étendue recouverte par les pluies de cendre est appelée Valle de la Tranquilidad (vallée de la tranquillité). Le centre de l'éruption était situé au Maciso del Fuego (le massif du feu) haut de 525 m. Ce volcan est aujourd'hui recouvert par les cendres et les scories des éruptions du XVIIIe siècle, bien que le flanc arrière du volcan, qui rayonne encore énormément de chaleur, est composé de laves plus anciennes. Les nombreuses rangées de petites cheminées (Hornitos) et les volcans « parasites » (nommés ainsi car ils se sont formés au pied du colosse central) sont intéressants à observer. L'imposant cratère Corazoncillo, le plus grand cratère d'explosion de Lanzarote, possède une caldeira d'une profondeur de 100 m. C'est la lave de ce volcan qui a enseveli le village de Timanfaya. 

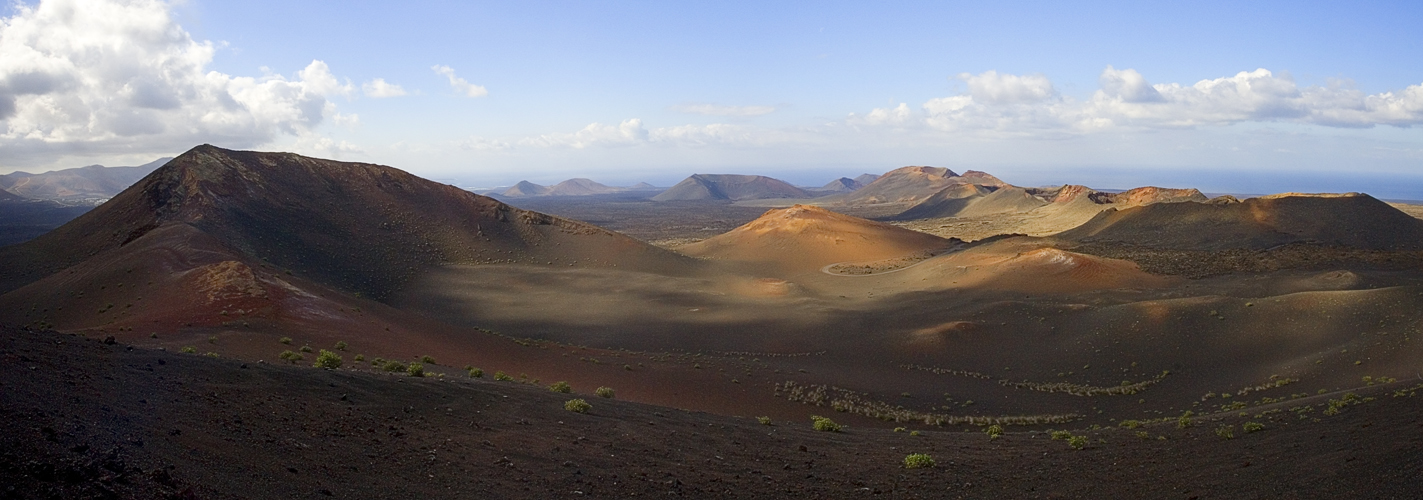
Parc national de Timanfaya

### Faune et flore
Les cactus forment la majorité de la végétation de l’île mais en raison de l'aridité du climat, ce n'est que très lentement que la végétation s'est un peu reformée sur le Malpaís, la « mauvaise terre ». La première vague de colonisation, encore à l'œuvre après plus de 250 ans, est composée de fougères, de petites plantes succulentes et de beaucoup de petits buissons épineux (Aulaga majorera). On y trouve par contre d'importantes populations d'oiseaux, dont les petits perroquets verts. La vallée des mille palmiers et la région de La Geria offrent de magnifiques paysages.

## Histoire

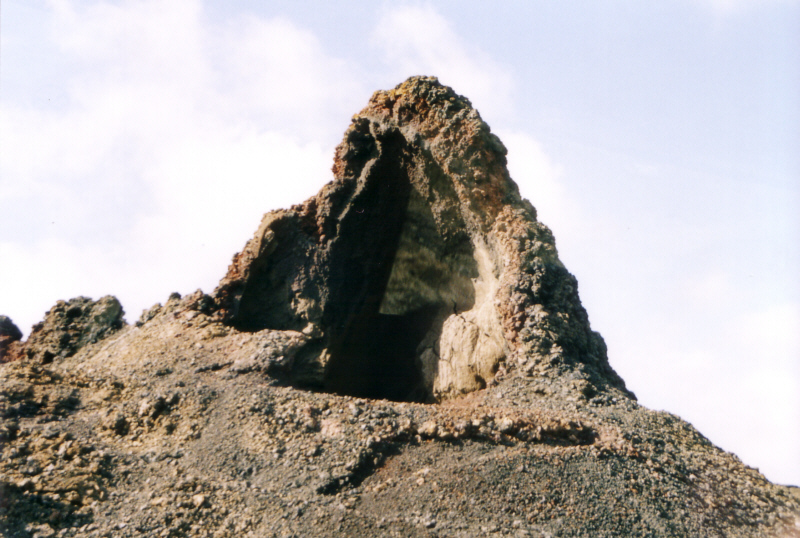
Orifice volcanique dans le parc national de Timanfaya

Les dernières éruptions volcaniques sur l'île eurent lieu en 1824. Le 31 juillet de cette année-là, le volcan Clérigo Duarte est entré en éruption. La coulée de lave s'étendait sur plus de 14 km et, près de Punte del Cochino, elle s'est écoulée dans la mer. Les dix années qui précédaient l'éruption furent ponctuées par de nombreux tremblements de terre. La particularité de cette éruption était la grande fluidité de la lave ainsi que les énormes colonnes d'eau salée bouillante qui furent éjectées du cratère et qui inondèrent les alentours. La dernière coulée de lave menaçait le village de Mancha Blanca. Dans leur détresse les habitants de ce village empruntèrent la statue de la vierge Virgen de los Dolores au village de Tinajo et formèrent une procession pour aller à l'encontre de la lave en fusion. Le miracle se produisit et la lave se figea juste avant d'atteindre la première maison du village. Aujourd'hui une croix en bois s'élève à cet endroit. En 1781 les habitants ont érigé une petite chapelle (Nuestra Señora de los Volcanes) et de nos jours encore une procession est organisée tous les ans à la date anniversaire de cet évènement.

## Tourisme
Le parc national est accessible grâce à de bonnes routes asphaltées qui ont été aménagées à l'occasion de la visite du général Franco en 1950. Un circuit de visite en autocar de 14 km est également disponible. Du haut de la Montaña Rajada (350 m d'altitude) se trouve un beau panorama du parc.
Les buissons d'Aulaga majorera sont utilisés par les employés du parc pour mettre en évidence la grande température du sol près de Islote de Hilario. Les branchages enfoncés dans un trou dans le sol s'enflamment immédiatement. Une autre démonstration est faite aux touristes en versant le contenu d'un seau d'eau dans un tuyau enfoncé verticalement dans le sol. Comme la croûte terrestre atteint à peine deux mètres à cet endroit et qu'en dessous la température dépasse 400 °C, l'eau est éjectée violemment du sol sous forme d'une fontaine de vapeur. À l'ouest du cratère principal de la Montaña del Fuego la température atteint 700 °C à une profondeur de 27 mètres. C'est près de cet endroit que l'artiste et architecte César Manrique a fait construire le restaurant panoramique El Diablo (« le Diable ») qui utilise un grill situé au-dessus d'une cheminée volcanique.